# Vilken härlig förändring
Vilken härlig förändring är en sång med text av Rufus Henry McDaniel och musik av Charles H. Gabriel.

## Publicerad i
- Frälsningsarméns sångbok 1990 som nr 525 under rubriken "Lovsång, tillbedjan och tacksägelse".